# Wikipédia en kannada
Wikipédia en kannada (en kannada : ಕನ್ನಡ ವಿಕಿಪೀಡಿಯ)  est l’édition de Wikipédia en kannada, langue dravidienne parlée au Sud-Ouest de l'Inde. L'édition est lancée officiellement en juin 2003, mais dans les faits en juillet 2004. Son code est : kn.
Au 21 mars 2025, l'édition en kannada contient 33 567 articles et compte 91 199 contributeurs, dont 217 contributeurs actifs et 4 administrateurs.

## Présentation

Aire de diffusion du kannada au sein des langues dravidiennes.

## Statistiques
- En février 2009, l'édition en kannada compte quelque 6 300 articles et 2 700 utilisateurs enregistrés.
- En janvier 2020, elle compte plus de 25 000 articles.
- Le 9 octobre 2022, elle contient 28 761 articles et compte 77 228 contributeurs, dont 155 contributeurs actifs et 4 administrateurs.
- Le 3 septembre 2024, elle contient 32 690 articles et compte 88 305 contributeurs, dont 147 contributeurs actifs et 4 administrateurs.